# Антоније III Цариградски
Патријарх Антоније III Студит (грч. Πατριαρχης Αντωνιος Γ΄ ο Στουδιτης; преминуо 983.) је био Цариградски патријарх у периоду од марта 974. до јуна 978. године или априла 979. године.

## Биографија
Још у младости Антоније се замонашио у Студитском манастиру, а 916. године изабран је за игумана овог манастира.
Године 963, већ у чину синкела, Антоније је, по налогу Никифора II, преместио Теофана из царске палате у палату у Влахерни.
970. године, после смрти патријарха Полијевкта, Антоније је очекивао да заузме патријаршијски престо, али је Василије I Скамандрин постао патријарх. Међутим, 974. године Антоније је заменио Василија, прогнаног од цара Јована I Цимискија, на месту патријарха у Цариграду.
Према различитим изворима, у јуну 978. или априла 979. године, након што је оптужен да подржава устанак Варде Склера, Антоније III Студит је абдицирао са патријаршијског престола и повукао се у Студитски манастир. Његов наследник био је Николај II Хрисоверг.
Антоније је умро у Цариграду 983. године. Током свог дугог живота бранио је независност цркве од државе и био је познат као црквени говорник.